# Mariam Vattalil
Rani Maria Vattalil (tiếng Malayalam: റാണി മരിയ വട്ടാലിൽ, phát âm tiếng Malayalam: [raːɳi mɐrijɐ ʋɐʈʈaːlil]; 29 tháng 1 năm 1954 – 25 tháng 2 năm 1995), tên khai sinh là Mariam Vattalil, là một nữ tu người Ấn Độ thuộc Giáo hội Công giáo Syro-Malabar. Sơ Rani Maria từng là một nhà hoạt động xã hội trực thuộc Dòng Thánh Phanxicô Clarist. Bà đảm nhận công việc giúp đỡ những người nghèo trong Giáo phận Indore.  Trong vai trò một người tu sĩ, Sơ Vattalil đã cống hiến hết thời gian của mình cho việc đào tạo giáo lý, giáo dục và công lý xã hội và đồng thời nỗ lực không ngừng trong việc giúp đỡ những người nghèo. Những nỗ lực của Sơ Rani Maria trong các vấn đề công bằng xã hội đã khiến bà luôn bị chống đối và bị giết chết trong một cuộc tấn công được sắp xếp sẵn tại Nachanbore Hill, Indore vào ngày 25 tháng 2 năm 1995.
Án phong Chân phước cho bà được bắt đầu vào năm 2003.. Bà được Hồng y Angelo Amato, đại diện của Giáo hoàng Franciscus, tuyên chân phước vào thứ Bảy ngày 04 tháng 11 năm 2017 tại một trường trung học ở Indore, Ấn Độ.

## Cuộc đời

### Tuổi thơ
Mariam Vattalil sinh ngày 29 tháng 1 năm 1954 tại Kerala, bà là người con thứ hai trong gia đình có bảy anh chị em có cha là Paily và mẹ là Eliswa Vattalil. Mariam Vattalil được nhận Bí tích rửa tội tại nhà thờ Thánh Tôma vào ngày 5 tháng 2 năm 1954. Bố mẹ đỡ đầu của Rani Maria là chú Varkey và bà Mariamma. Các anh chị em của Mariam Vattalil gồm có: Stephen, Annie, Varghese,Thressiamma, Celine và Lusy. Mariam Vattalil đã được Rước lễ lần đầu vào ngày 30 tháng 4 năm 1966. Rani Maria thường xuyên tham dự các lớp học giáo lý đồng thời theo học tại trường tiểu học rồi trung học ở các trường công lập nhà nước. Ngoài giờ học, Rani Maria vẫn dành thời gian để giúp cha mẹ các công việc của đồng áng hoặc gia đình. Mariam Vattalil đã sớm nhận ra ơn gọi và có chí hướng tu tập dấn thân vào các công việc giúp đỡ mọi người.

### Tu tập
Mariam Vattalil bắt đầu tìm hiểu rồi dần tham gia vào Dòng Thánh Phanxicô Clarist (Franciscan Clarist Congregation) ở Kidangoor sau khi bà hoàn thành chương trình học trung học. Bà lấy tên trong nhà dòng là "Rani Maria" khi mới bắt đầu tham gia vào tập viện vào ngày 3 tháng 7 năm 1971. Rani Maria chính thức theo học tại tập tại tập viện từ ngày 1 tháng 11 năm 1972 đến ngày 20 tháng 4 năm 1974, bà trải qua nhiều khóa tập huấn và chương trình khác nhau trước khi được vào tu viện chính.
Ngày 1 tháng 5 năm 1974, Rani Maria được đưa đến tu viện Thánh Mary ở Bijnor, và sinh hoạt làm việc tại đó đến ngày 7 tháng 8 năm 1978. Rani Maria đã được thử thách và hoàn thành các nhiệm vụ được giao để chính thức được khấn trọn đời vào ngày 22 tháng 5 năm 1980 tại nhà thờ Thánh Hormis, Ankamaly. Ngày 21 tháng 7 năm 1983, Rani Maria được chuyển đến Odagady và sinh hoạt tại đó với công việc là điều phối viên cho các hoạt động xã hội. Trong khoảng thời gian làm việc tại đây, Mariam Vattalil nhận được một văn bằng về xã hội học từ Đại học Rewa. Mariam Vattalil sau đó được chuyển đến Udayanagar vào ngày 15 tháng 5 năm 1992.
Nữ tu Rani Maria Vattalil giúp đỡ những người nghèo không có đất đai. Sơ Rani hướng dẫn họ cách để đòi các chủ đất phải trả cho một mức lương tương ứng với công sức họ bỏ ra để đủ sống. Sơ cũng khuyến khích họ từ bỏ những thói quen xấu như uống rượu, cờ bạc. Rani Maria còn dạy cho nông dân nhiều phương pháp nông nghiệp hiện đại hơn mà họ không có cơ hội tiếp cận đồng thời giúp cha mẹ gửi con vào các trường học. Sơ Rani đã quy tụ các phụ nữ ở nông thôn thành nhiều nhóm để tương trợ lẫn nhau. Các thành viên trong nhóm cùng góp chung tài chính để trợ giúp nhau khi gặp trường hợp cấp bách hoặc giúp các gia đình lập các tài khoản tiết kiệm. Những việc làm này của Rani Maria đã gây ảnh hưởng đến lợi nhuận của những người cho vay tiền, họ đã thuê người để giết Rani Maria Vattalil.

### Qua đời
Nữ tu Mariam Vattalil bị giết chết trong một cuộc tấn công bằng dao do một người tên là Samandar Singh gây nên tại Nachanbore Hill ở Indore vào ngày 25 tháng 2 năm 1995. Trong khi sơ Mariam Vattalil đang trên đường đi đến Indore bằng xe buýt, bà đã bị đâm bằng 40 nhát dao và 14 vết thương tích khác, tuy nhiên, trước khi trút hơi thở cuối cùng sơ đã kêu lên: "Jesus!" nhiều lần. Đây là một vụ giết người có chủ đích được sắp xếp sẵn do một số điền chủ thuê người sát hại Mariam Vattalil vì bà đã giúp đỡ những người nghèo không có đất.

### Samandar Singh
Hung thủ giết Nữ tu Mariam Vattalil là Samandar Singh (có tài liệu gọi là Samundar Singh) sau đó đã bị truy tố rồi bị kết án tù chung thân. Ngày 31 tháng 8 năm 2002, chị gái của Mariam Vattalil đã đến thăm Samandar Singh trong tù. Bà bày tỏ sự tha thứ cho người đã giết em gái của mình. Samandar Singh rất hối hận khi chứng kiến hành động như vậy từ gia đình của Vattalil. Ông ta cầu xin sự tha thứ vì những gì mình đã trót làm và bày tỏ sự ăn năn hối hận. Mẹ của Vattalil cũng đến thăm Singh vào ngày 25 tháng 2 năm 2003 và hôn tay ông ta để biểu hiện dấu hiệu gia đình đã chấp nhận tha thứ.
Năm 2006, Samandar Singh được ân xá và ra khỏi nhà tù do bản thân có những cố gắng sửa đổi tốt. Ông cũng được gia đình Mariam Vattalil tha thứ, Singh đã rất cảm động đến rơi nước mắt khi biết được Mariam Vattalil sắp được phong chân phước vào tháng 3 năm 2017. Ông rất háo hức khi được mời tham dự lễ phong chân phước cho Sơ Mariam Vattalil.

## Tuyên chân phước
Vào thứ Bảy ngày 04 tháng 11 năm 2017, Hồng y Angelo Amato, Bộ trưởng Bộ Tuyên thánh, đã chủ tế thánh lễ với hơn 15.000 tín hữu để tuyên phong Chân phước cho nữ tu Rani Maria Vattalil. Thánh lễ được cử hành tại trường trung học ở Indore, Ấn Độ. Trong số những người tham dự lễ tuyên phong Chân phước cho sơ Rani Maria có cả Samandar Singh, thủ phạm đã sát hại vị tân Chân phước 22 năm trước đó. Singh ngồi bên cạnh nữ tu Selmy Paul, em gái của vị tân Chân phước.
Sơ Mariam Vattalil là nữ tu đầu tiên ở Bắc Ấn và là người Ấn Độ thứ bảy được tuyên phong chân phước sau nữ tu Alphonsa, linh mục Kuriakose Chavara, Mẹ Euphrasia, linh mục Joseph Vaz, linh mục Gonsalo Garcia và Mẹ Têrêsa thành Calcutta.

## Trong văn hoá đại chúng
Một bộ phim tài liệu có tựa đề "The Heart of a Murderer" (n.đ. 'Trái tim của một kẻ giết người'), miêu tả vụ sát hại Nữ tu Mariam Vattalil và sự hối cải của Samandar Singh, đã giành giải tại The World Interfaith Harmony Film Festival năm 2013.
Một bộ phim mang tên The Face of the Faceless, lấy cảm hứng từ cuộc đời của Sơ Rani Maria, đã được cho ra mắt vào năm 2023.